# Vikramāditya
Vikrama Āditia (‘coraje-Sol’) es un rey legendario de la India. Supuestamente nacido en Uyain (actual estado de Madhia Pradesh) es el supuesto fundador de la era Vikrama (o era Mālava). Se dice que expulsó a los shakas del subcontinente y reinó sobre casi todo el norte de India. Se le atribuyen innumerables leyendas.

## Navaratna (nueve joyas)
Se representa a Vikrama Aditia como un gran mecenas de la literatura.
En su corte florecieron los navaratna (‘nueve joyas’, nueve escritores celebrados):
- Amara Siṃja
- Dhanu Antari
- Ghaṭa Karpara
- Kalidás
- Kshapanaka (‘ayunador desnudo’, quizá el astrónomo yaina Siddha Sena)
- Shanku
- Varaja Mijira (astrónomo, autor del Brijash-yataka, Brijat-samjitá, Laghu-yataka, Ioga-iatra, Pancha-sidántika).
- Vara Ruchi
- Vetala Bhatta

Las navaratna (nueve joyas) tradicionales del hinduismo son: perla, rubí, topacio, diamante, esmeralda, lapislázuli, coral, zafiro y gómedha (‘sacrificio de vaca’). También se les llama así a los nueve planetas.

## Datación
Un candidato a ser este legendario rey Vikramaditia es el emperador Chandragupta II Vikramaditia, pero éste reinó el Imperio gupta entre 375 y 415 d. C., o sea, un siglo antes del año de nacimiento del astrónomo Varaja Mijira (uno de los navaratna).
Según algunos, Vikrama Āditia cayó en batalla contra Śāli Vāhana, su rival del Deccan (en el sur de la India).
Varaja Mijira realizó cálculos astrológicos para fijar la fecha de inicio de kali iugá (basándose en cuál era la conjunción de astros más inauspiciosa que había ocurrido unos cuantos miles de años en el pasado) y llegó a la conclusión de que había ocurrido 3044 antes de la muerte de Vikrama Āditia.
Existen dos maneras de ubicar esa fecha: 
Según los peregrinos cálculos del Kathá-sarita-ságara (siglo XI), Vikramaditia de Uyyain murió en el 58 a. C. Por lo tanto kali iuga habría comenzado en el 3102 a. C.
[-58] + [-3044] = [-3102]
En cambio si la muerte de Vikrama sucedió en 415 d. C., en la invasión de Shali-Vájana, kali iuga habría comenzado en el 2629 a. C.
[-415] + [-3044] = [-2629]
Hay otros reyes llamados también Vikrama Áditia, por ejemplo el propio rey Shalivajana (vencedor de Vikramaditia), y su abuelo el rey Bhoya.
Autores como Francis Wilford discreparon sobre su datación y situaron a Vikramāditya en una época incorrecta.